# Strophariaceae
Famille
Les Strophariaceae (Strophariacées) sont une famille de champignons basidiomycètes de l'ordre des Agaricales. 

## Caractéristiques

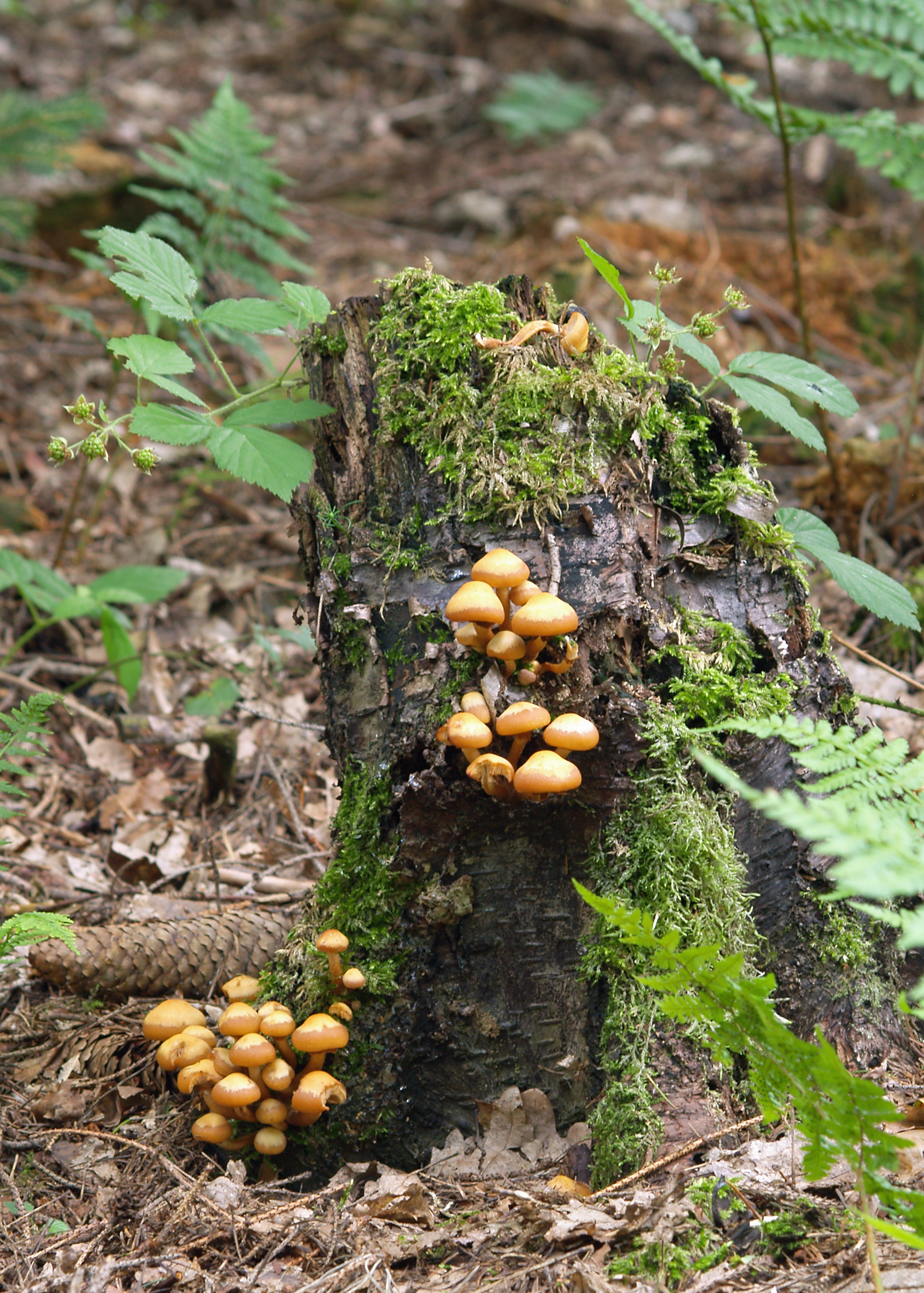
Kuehneromyces mutabilis

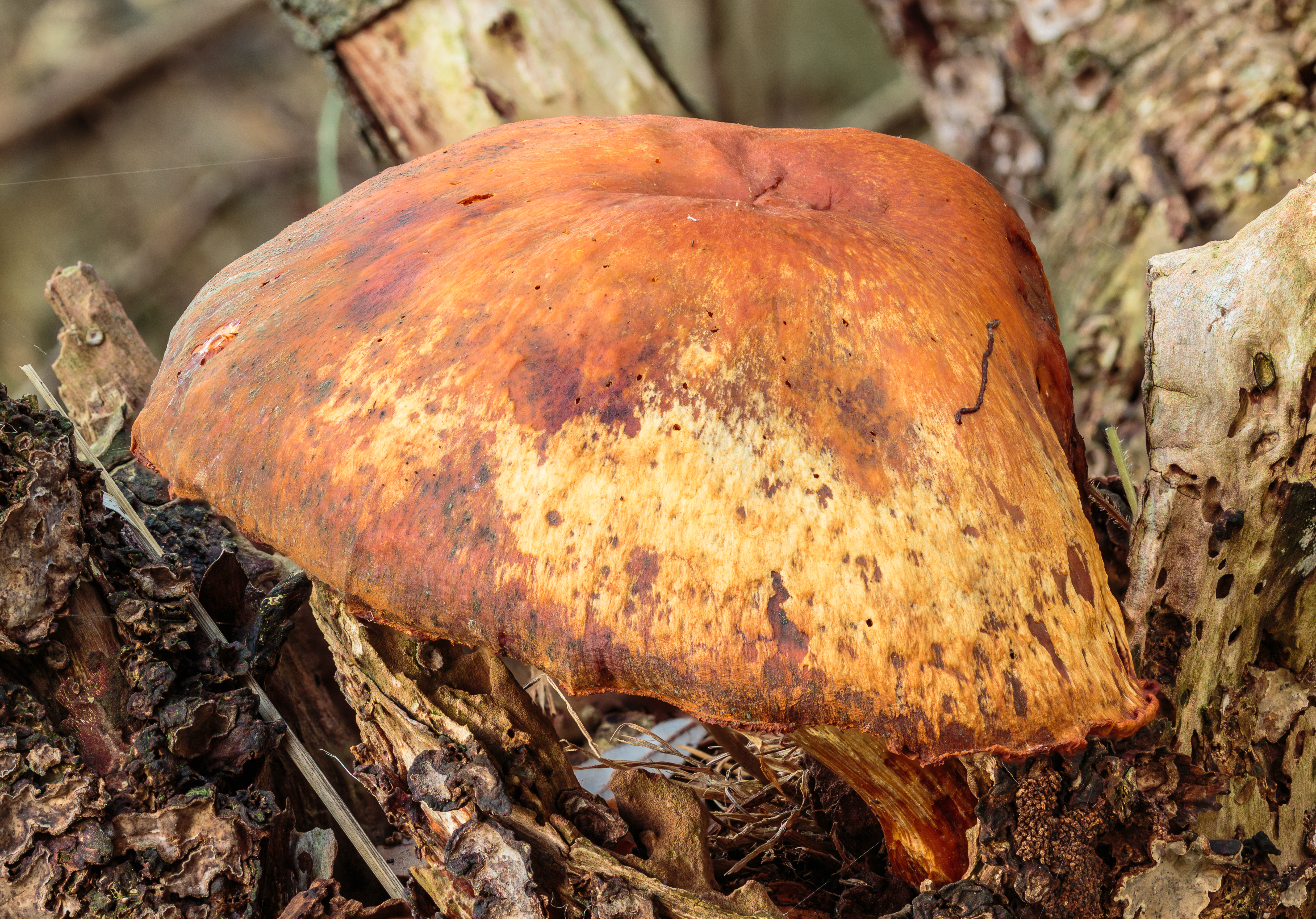
Un strophariaceae très mur dans les branches mortes en décomposition d'un saule. Son diamètre est d'environ 9cm. Novembre 2022.

Cette famille comprend des champignons à sporophores agaricoïdes, moyens à grands, hémisphériques à galériculés, avec un anneau membraneux distinct ou des résidus de fibres sur son stipe.
Les espèces sont toutes saprophytes, grégaires et souvent connées, cespiteuses ou fasciculaires.

## Liste des genres
En 2008, la famille des Strophariaceae présente les genres suivant cette famille contient les genres suivants :
- Agrocybe  Fayod 1889
- Brauniella  Rick ex Singer 1955
- Flammula
- Galerina  Earle 1909
- Gymnopilus  P. Karst. 1879
- Hebeloma  (Fr.) P. Kumm. 1871
- Hebelomina  Maire 1925
- Hymenogaster  Vittad. 1831
- Kuehneromyces
- Hypholoma
- Leratiomyces  Bresinsky & Manfr. Binder ex ex Bridge, Spooner, Beever & D.C. Park 2008
- Melanotus
- Naucoria  (Fr.) P. Kumm. 1871
- Nivatogastrium  Singer & A.H. Sm. 1959
- Pachylepyrium  Singer 1958
- Phaeogalera
- Pholiota  (Fr.) P. Kumm. 1871
- Pseudogymnopilus
- Psilocybe  (Fr.) P. Kumm. 1871
- Stagnicola  Redhead & A.H. Sm. 1986
- Stropharia (Fr.) Quél.
- Weraroa  Singer 1958

Selon Catalogue of Life (2 novembre 2013) :
- genre Agrocybe
- genre Alnicola
- genre Bogbodia
- genre Brauniella
- genre Deconica
- genre Dendrogaster
- genre Flammula
- genre Fulvidula
- genre Galera
- genre Galerina
- genre Galerula
- genre Geophila
- genre Gymnopilus
- genre Hebeloma
- genre Hebelomatis
- genre Hebelomina
- genre Hemipholiota
- genre Hymenogaster
- genre Hypholoma
- genre Kuehneromyces
- genre Leratiomyces
- genre Melanotus
- genre Meottomyces
- genre Naematoloma
- genre Naucoria
- genre Nivatogastrium
- genre Pachylepyrium
- genre Phaeogalera
- genre Pholiota
- genre Protostropharia
- genre Pseudogymnopilus
- genre Psilocybe
- genre Rhizopogoniella
- genre Sarcoloma
- genre Stagnicola
- genre Stropharia
- genre Stropholoma
- genre Velomycena
- genre Weraroa

Selon NCBI (2 novembre 2013) :
- genre Deconica
- genre Flammula
- genre Galerina
- genre Hemipholiota
- genre Hypholoma
- genre Kuehneromyces
- genre Leratiomyces
- genre Melanotus
- genre Mythicomyces
- genre Nematoloma
- genre Nivatogastrium
- genre Pachylepyrium
- genre Phaeomarasmius
- genre Phaeonematoloma
- genre Pholiota
- genre Pleuroflammula
- genre Psilocybe
- genre Stropharia
- genre Tubaria
- genre Weraroa